# Tam O'Shanter Point
Tam O'Shanter Point är en udde i Australien. Den ligger i kommunen Cassowary Coast och delstaten Queensland, omkring 1 300 kilometer nordväst om delstatshuvudstaden Brisbane.
Trakten är glest befolkad. Närmaste större samhälle är Tully, omkring 19 kilometer väster om Tam O'Shanter Point. Genomsnittlig årsnederbörd är 1 995 millimeter. Den regnigaste månaden är februari, med i genomsnitt 509 mm nederbörd, och den torraste är augusti, med 20 mm nederbörd.